# Karel Hromádka
Karel Hromádka (20 giugno 1903 – 27 novembre 1968) è stato un calciatore cecoslovacco, di ruolo attaccante.

## Carriera

### Nazionale
Il 7 maggio 1933 gioca il suo unico incontro con la Cecoslovacchia in quel di Firenze, contro la Nazionale italiana (2-0).